# 127 sati
127 sati (eng. 127 Hours) je biografska drama iz 2010. godine koju je režirao, napisao i producirao Danny Boyle. U filmu je glavnu ulogu ostvario James Franco kao Aron Ralston, penjač po kanjonima u stvarnom životu koji je ostao zarobljen u stijeni u izoliranom dijelu kanjona Blue John Canyon u jugoistočnom Utahu u travnju 2003. godine te koji je naposljetku morao sam sebi amputirati desnu ruku kako bi se oslobodio i preživio.
Film je temeljen na Ralstonovim memoarima Between a Rock and a Hard Place. Uz Boylea scenarij je napisao Simon Beaufoy, a film su producirali još i Christian Colson i John Smithson. Glazbu za film skladao je A. R. Rahman. Beaufoy, Colson i Rahman su surađivali na Boyleovom prethodnom filmu – Milijunaš s ulice. Film 127 sati odlično je prihvaćen od strane kritike i publike. Bio je nominiran u šest kategorija za prestižnu filmsku nagradu Oscar, među ostalima za najbolji film, redatelja i glavnog glumca.

## Radnja
Dana 25. travnja 2003. godine Aron Ralston (James Franco) priprema se za kanoniranje u nacionalnom parku Canyonlands u državi Utah. Sljedećeg jutra biciklom se vozi kroz park, želeći za 45 minuta skratiti putovanje do svog odredišta. Kroz gole stijene hoda pješice i spazi dvije planinarke: Kristi (Kate Mara) i Megan (Amber Tamblyn) koje se doimaju izgubljenima. Ralston ih uvjerava da je vodič i nudi im puno zanimljiviju rutu od one koju traže. Vodi ih kroz guste kanjone Robbers Roost što uključuje i "skok na slijepo" u podzemno jezero gdje se svo troje snimaju Ralstonovom kamerom nakon što stalno iznova skaču u vodu. Kada dođe vrijeme za rastanak, Kristi i Megan pozovu Ralstona na zabavu koju će same organizirati sljedeće večeri, a on im obećava da će doći. Ipak, njih dvije sumnjaju u to.
Ralston nastavlja hodati kanjonom Blue John kroz uske prolaze gdje se stijene gotovo dodiruju. Kako se spušta jedan kamen se oslobađa i započne padati skupa s Ralstonom na dno kanjona te mu prikliješti desnu ruku uza stijenu, zarobivši ga. U početku Ralston vrišti za pomoć, ali zbog ekstremne izolacije kanjona u kojem se nalazi nemoguće je da ga itko čuje. Napokon se pomirivši da je ostao prepušten samom sebi, on započinje snimati video dnevnik sa svojom kamerom u isto vrijeme koristeći džepni nožić kako bi se pokušao osloboditi kamena. Također započinje sa štednjom na vodi i hrani.
Uskoro shvaća da su njegovi pokušaji rezbarenja kamena uzaludni pa si pokuša razrezati ruku, ali shvaća da je njegov mali nožić previše tup da bi probio kožu. Nakon toga si probada ruku, ali shvaća da neće moći razrezati kost. Nedugo potom nestane mu vode pa je Ralston prisiljen piti vlastiti urin. Njegovi video snimci postanu sve očajniji, a sam Aron osjeća da će uskoro umrijeti. Započne se prisjećati svojih ljubavnih veza i odnosa koji uključuju bivšu djevojku (Clémence Poésy), obitelj (Lizzy Caplan, Treat Williams, Kate Burton) i dvije planinarke koje je sreo netom prije nesreće. Nakon što se prisjetio života, Aron shvati da ga je sve što ikada napravio dovelo do ovog trenutka u kojem se sad nalazi i da mu je suđeno da umre sam u kanjonu.
Pet dana od nesreće, Ralson kroz predosjećaj vidi svog nerođenog sina. U tom trenutku on skuplja dovoljno volje i snage kako bi si slomio ruku i u konačnici malim tupim nožićem prerezao žile i živce te oslobodio kamena i stijene. Nakon što uspije, zamota desni ud, a fotoaparatom slika kamen koji ga je zarobio i odlazi. Uspijeva pronaći izlaz iz kanjona te iznemogao i prekriven krvlju hoda nekoliko kilometara prije nego opazi obitelj u daljini koja se nalazi u popodnevnoj šetnji kanjonom. Obitelj šalje pomoć te Ralstona prebace helikopterom u bolnicu.
Film završava slikama stvarnoga Arona Ralstona iz njegovog života poslije nesreće – uključujući i nekoliko Ralstonovih kasnijih avantura i planinarenja s kojima je nastavio i nakon nsreće – te fotografijama sa svojom suprugom koju je upoznao tri godine kasnije i njihovim sinom Leom koji se rodio 2010. godine. Više nikada ne ide nigdje bez da se prethodno javi.

## Glumačka postava
- James Franco kao Aron Ralston.[2]
- Kate Mara kao Kristi Moore.[2]
- Amber Tamblyn kao Megan McBride.[2]
- Clémence Poésy kao Rana, Aaronova bivša djevojka.[2]
- Lizzy Caplan kao Sonja Ralston, Aronova sestra.[3]
- Kate Burton kao Donna Ralston, Aronova majka.[2]
- Treat Williams kao Larry Ralston, Aronov otac.[2]

## Autentičnost
Scene na početku filma kada se Ralston susreće s dvjema planinarkama su promijenjene. U filmu je prikazano kako ih Ralston odvodi do podzemnog bazena, ali u stvarnosti im je pokazao samo neke osnove penjanja po stijenama. Unatoč tim izmjenama, s kojima u početku nije bio zadovoljan, Ralston je izjavio da je "ostatak filma toliko točan kao da je u pitanju gotovo pravi dokumentarac u kojem svejedno možeš osjetiti dramu."

## Produkcija
Redatelj Danny Boyle pune četiri godine želio je snimiti film o Ralstonovoj nesreći. Boyle je napisao okvirnu priču, a Simon Beaufoy sam scenarij. Boyle je opisao film 127 sati kao "akcijski film s čovjekom koji se ne može micati." Također je izrazio želju o snimanju puno intimnijeg filma za razliku od svog prethodnika, Milijunaša s ulice: "Sjećam se da sam razmišljao da moram snimiti film u kojem ću pratiti glumca na način kako je to učinio Darren Aronofsky u Hrvaču. Film 127 sati je moja verzija upravo toga."
Boyle i kompanija Fox Searchlight objavili su planove za snimanje filma 127 sati u studenome 2009. godine. News of the World izvjestili su u studenom da je Cillian Murphy prvi Boyleov izbor za ulogu Ralstona. U siječnju 2010. godine James Franco dobio je ulogu Ralstona. Snimanje je započelo u ožujku 2010. godine u državi Utah. Boyle je namjeravao snimiti prvi dio filma bez ikakvog dijaloga. Do 17. lipnja 2010. godine film je već bio u fazi post-produkcije.
Boyle je napravio vrlo neobičnu stvar i angažirao dvojicu kamermana za snimanje filma - Anthonyja Doda Mantlea i Enriquea Chediaka koji su snimili po 50% filma svaki. To je omogućilo redatelju i glumcu Francu da dugo rade bez da umaraju ostatak ekipe.

## Distribucija
Film 127 sati prikazan je na međunarodnom filmskom festivalu u Torontu 12. rujna 2010. godine nakon svoje premijere na filmskom festivalu u Tellurideu. Film je odabran za zatvaranje filmskog festivala u Londonu 28. listopada 2010. godine. U ograničenu kino distribuciju u SAD-u krenuo je 5. studenog 2010. U Velikoj Britaniji kino distribucija je započela 7. siječnja 2011., a u Indiji 26. siječnja iste godine.
Tijekom projekcija na filmskom festivalu u Tellurideu dvoje ljudi zatražilo je medicinsku pomoć. Na prvoj projekciji jedan gledatelj je dobio glavobolju te je iznesen u kolicima s projekcije. Tijekom druge projekcije jedan gledatelj je doživio napadaj panike. Slične reakcije zabilježene su i na filmskom festivalu u Torontu te na posebnoj projekciji organiziranoj od strane Pixara i redatelja Priče o igračkama 3, Leeja Unkricha.

### Kritike
Film 127 sati primljen je vrlo pozitivno od strane kritičara, a posebno je hvaljena gluma Jamesa Franca. Na popularnoj Internet stranici Rotten Tomatoes film ima 93% pozitivnih ocjena na temelju 206 profesionalnih kritika uz prosječnu ocjenu 8.2/10. Među izabranim top kritičarima na istoj stranici film ima 91% pozitivnih ocjena (temeljena na 34 kritike).
Na drugoj Internet stranici koja skuplja filmske kritike, Metacritic, film ima 82% pozitivnih ocjena temeljenih na 38 kritika. Casey Burchby za DVD Talk je napisao: "127 sati neće s Vama ostati nužno kao priča o preživljavanju, već kao pravo unutarnje iskustvo." Richard Roeper iz Chicago Sun-Timesa dao je filmu četiri zvjezdica i napisao da Franco zaslužuje nominaciju za Oscara za svoju performansu, a sam film prozvao je "jednim od najboljih filmova desetljeća". Roger Ebert također je dao filmu četiri zvjezdice i napisao: "127 sati je kao vježba snimanja nesnimljivog materijala." Udruženje internetskih filmskih kritičara New Yorka proglasilo je Jamesa Franca glumcem godine.

## Nagrade i nominacije

### Oscar
Film 127 sati dobio je 6 nominacija za prestižnu nagradu Oscar, ali nije osvojio niti jednu:
- Najbolji film
- Najbolji glumac - James Franco
- Najbolji adaptirani scenarij - Danny Boyle i Simon Beaufoy
- Najbolja montaža - Jon Harris
- Najbolja originalna glazba - A.R. Rahman
- Najbolja originalna pjesma - If I Rise (glazba: A.R. Rahman; stihovi: Roland 'Rollo' Armstrong)

### Zlatni globus
Film 127 sati imao je 3 nominacije za Zlatni globus, ali nije osvojio niti jednu:
- Najbolji glumac (drama) - James Franco
- Najbolji scenarij - Danny Boyle i Simon Beaufoy
- Najbolja originalna glazba - A.R. Rahman

### BAFTA
Film 127 sati nominiran je u 9 kategorija za britansku nagradu BAFTA, ali nije osvojio niti jednu:
- Najbolji britanski film
- Najbolji redatelj - Danny Boyle
- Najbolji glumac - James Franco
- Najbolji scenarij - Danny Boyle i Simon Beaufoy
- Najbolja montaža - Jon Harris
- Najbolja kamera - Anthony Dod Mantle i Enrique Chediak
- Najbolji zvuk - Glenn Freemantle
- Najbolja montaža zvuka - Douglas Cameron
- Najbolja glazba - A.R. Rahman

## Vanjske poveznice
- 127 sati u internetskoj bazi filmova IMDb-a
- 127 sati na Box Office Mojo